# Miguel Ángel Leal
Miguel Ángel Leal (Castellón de la Plana, 1 februari 1997) is een Spaans voetballer die doorgaans als vleugelverdediger speelt. Sinds 2018 komt hij uit voor het tweede elftal van Villarreal, Villareal B. Hij maakte zijn debuut in het eerste elftal van de club tijdens een wedstrijd voor de Copa Del Rey in december 2019. Gedurende het seizoen 2020/2021 wordt hij door de Spanjaarden verhuurd aan Eredivisieclub FC Groningen, die daarbij een optie tot koop hebben.

## Carrière
In de zomer van 2018 stroomde Leal door vanuit de jeugdopleiding van Villarreal naar Villareal B, wat uitkomt in de Segunda División B, het derde professionele niveau van Spanje. Dat zelfde jaar werd hij voor een half jaar verhuurd aan Real Murcia wat uitkwam op hetzelfde niveau. Het seizoen daarop werd hij een vaste waarde van Villareal B en speelde hij vrijwel alle wedstrijden in het tweede elftal. Zijn prestaties bleven niet onopgemerkt en nadat hij al eens bij de selectie had gezeten van het eerste elftal mocht hij op 18 december 2019 zijn debuut maken voor het eerste elftal van Villareal in de Copa Del Rey wedstrijd tegen Comillas CF. De rest van dat seizoen zat hij nog meermaals bij de selectie, maar kwam hij verder niet in actie voor het hoogste elftal van de club. In de zomer van 2020 maakte Leal op huurbasis de overstap naar Eredivisieclub FC Groningen, hij werd door de Groningers voor 1 seizoen gehuurd met een optie tot koop.

## Clubstatistieken
| Seizoen   | Club           | Competitie         | Competitie | Competitie | Beker | Beker | Internationaal | Internationaal | Totaal | Totaal |
| Seizoen   | Club           | Competitie         | Wed.       | Dlp.       | Wed.  | Dlp.  | Wed.           | Dlp.           | Wed.   | Dlp.   |
| --------- | -------------- | ------------------ | ---------- | ---------- | ----- | ----- | -------------- | -------------- | ------ | ------ |
| 2018/2019 | Villareal B    | Segunda División B | 5          | 0          | -     | -     | -              | -              | 5      | 0      |
| 2018/2019 | → Real Murcia  | Segunda División B | 3          | 0          | -     | -     | -              | -              | 3      | 0      |
| 2019/2020 | Villareal B    | Segunda División B | 25         | 0          | -     | -     | -              | -              | 25     | 0      |
| 2019/2020 | Villareal      | Primera División   | 0          | 0          | 1     | 0     | -              | -              | 1      | 0      |
| 2020/21   | → FC Groningen | Eredivisie         | 0          | 0          | 0     | 0     | 0              | 0              | 0      | 0      |
| Totaal    | Totaal         | Totaal             | 33         | 0          | 1     | 0     | 0              | 0              | 34     | 0      |

Bijgewerkt op 19 september 2020.